# 日産・タイタン
タイタン（TITAN）は、日産自動車が北米で製造・販売していたフルサイズピックアップトラックである。

## 初代 A60型（2003年 - 2015年）
日産初のフルサイズピックアップトラックで、エンジンは全モデルにV型8気筒DOHC VK56DE型が搭載され、ジヤトコ製5速ATを組合わせる。また、初代タイタンはフルボックス式ラダーフレームを装備し、後輪駆動またはシフトオンザフライの四輪駆動システムを採用している。
キャビンバリエーションはキングキャブ（延長キャブ）とクルーキャブ（ダブルキャブ）の2種類。キングキャブには180度近くの開口角度を持つ観音開きタイプのリアドアを採用する。生産は米国ミシシッピ州キャントン工場。エンジンはテネシー州デカード工場にて生産される。ライバルである初代トヨタ・タンドラはボディの大きさとエンジンの排気量が販売面でハンデになったことから、タイタンは米国外メーカーとしては初めて、ビッグスリーに太刀打ちできる巨大なフルサイズピックアップトラックとして発売された。
ピックアップトラックの人気が高いテキサス州を含むアメリカ南部の中央部の州で、全体の約25%近い売り上げがある。

### 開発
タイタンの開発は1999年9月に始まり、ダイアン・アレンの下で設計作業が行われた。ジョバニー・アロバによるエクステリアのデザインは2000年後半に選択され、2001年7月に確定された。将来のトラックのデザイン言語は、2001年の北米国際自動車ショーで展示された「アルファTコンセプト」に表現された。2003年1月に北米国際オートショーにて発表され、同年9月21日に生産が開始、同年12月1日に販売が開始された。タイタンは日産の新しいフルサイズプラットフォームである、F-Alphaプラットフォームを使用した。この新しいプラットフォームは、アルマーダおよびインフィニティ・QX56と共有され、3台すべてが同じ工場で製造された。初代タイタンは2015年まで大きな再設計が行われずに生産が継続された。

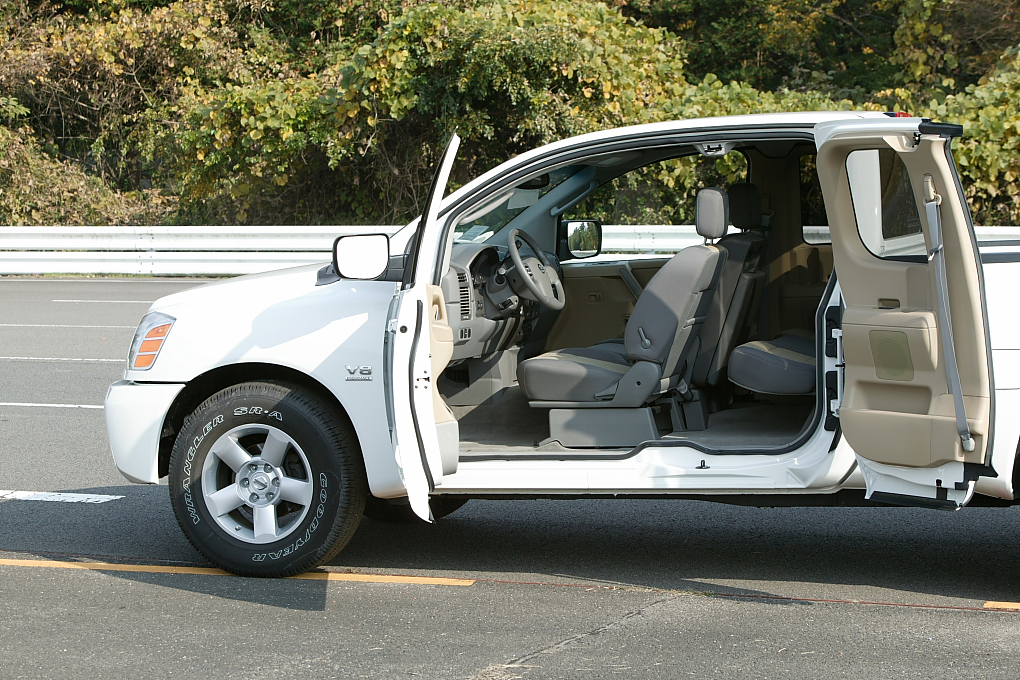
キングキャブ 観音開きドア

さらに、室内空間の広さや牽引能力、キングキャブ車の観音開きドアなどの革新的装備が高く評価されたことからEdmunds.comによりベスト・フルサイズトラックに選ばれ、2004年の北米トラック・オブ・ザ・イヤーを受賞した。しかし、ライバルと比較すると、廉価版のV型6気筒エンジン搭載車やシングルキャブ仕様がない点が批判されている。
2011年からはクライスラーがメキシコ サルティヨ工場で生産するダッジ・ラムを、新型タイタンとして日産向けにOEM供給する予定であったが、2009年4月に同社が経営破綻したため、同年8月に契約解消が発表された。

### 仕様

#### モデルと装備
すぺてのグレードに自動ブレーキ・リミテッド・スリップ（ABLS）システムが装備されていた。初代はキングキャブ、またはフルサイズの後部座席を備えたクルーキャブが用意され、通常のシングルキャブは提供されなかった。キングキャブは2,010mmのベッドを備え、クルーキャブは1,700mmのベッドを備えていた。グレードについては当初、XE、SE、LEの3つが用意されていた。
2008年には大規模なマイナーチェンジが実施され、キングキャブに2,510mmのベッド、クルーキャブに2,210mmのベッドを備えたロングホイールベースモデルが提供された。また、オフロード仕様のPRO-4Xが追加された。
2011年のマイナーチェンジではベース車のS、装備量を増やしたミドルモデルのSVが追加された。従来のXEに代わってSが廉価版のグレードを担い、SEとLEのグレードは、最終的に豪華なSLグレードに置き換えられた。SLには20インチアルミホイールや革製の内装、オートライトなどが標準装備される。

### 寸法
| キャブ       | ホイールベース      | 全長                | 全幅               | 全高                                              | 荷台長             | 荷台幅             | 荷台の深さ       | 内容積           |
| ------------ | ------------------- | ------------------- | ------------------ | ------------------------------------------------- | ------------------ | ------------------ | ---------------- | ---------------- |
| キングキャブ | 139.8 in (3,551 mm) | 224.2 in (5,695 mm) | 78.8 in (2,002 mm) | 75.0 in (1,905 mm) (4x2) 76.6 in (1,946 mm) (4x4) | 78.9 in (2,004 mm) | 63.8 in (1,621 mm) | 19.9 in (505 mm) | 113 cu ft (3 m3) |
| クルーキャブ | 139.8 in (3,551 mm) | 224.2 in (5,695 mm) | 78.8 in (2,002 mm) | 75.1 in (1,908 mm) (4x2) 76.7 in (1,948 mm) (4x4) | 67.1 in (1,704 mm) | 63.8 in (1,621 mm) | 19.9 in (505 mm) | 128 cu ft (4 m3) |

| キングキャブ        | キングキャブ        | キングキャブ        | キングキャブ       | キングキャブ                                      | キングキャブ       | キングキャブ          |
| グレード            | ホイールベース      | 全長                | 全幅               | 全高                                              | 荷台長             | 内容積                |
| ------------------- | ------------------- | ------------------- | ------------------ | ------------------------------------------------- | ------------------ | --------------------- |
| S                   | 139.8 in (3,551 mm) | 224.6 in (5,705 mm) | 79.5 in (2,019 mm) | 74.6 in (1,895 mm) (4x2) 76.1 in (1,933 mm) (4x4) | 79.1 in (2,009 mm) | 112.8 cu ft (3.19 m3) |
| SV                  | 139.8 in (3,551 mm) | 224.6 in (5,705 mm) | 79.5 in (2,019 mm) | 74.6 in (1,895 mm) (4x2) 76.1 in (1,933 mm) (4x4) | 79.1 in (2,009 mm) | 112.8 cu ft (3.19 m3) |
| PRO-4X              | 139.8 in (3,551 mm) | 224.6 in (5,705 mm) | 79.5 in (2,019 mm) | 76.6 in (1,946 mm)                                | 79.1 in (2,009 mm) | 112.8 cu ft (3.19 m3) |
| クルーキャブ        |                     |                     |                    |                                                   |                    |                       |
| グレード            | ホイールベース      | 全長                | 全幅               | 全高                                              | 荷台長             | 内容積                |
| S                   | 139.8 in (3,551 mm) | 224.6 in (5,705 mm) | 79.5 in (2,019 mm) | 74.7 in (1,897 mm) (4x2) 76.3 in (1,938 mm) (4x4) | 67.3 in (1,709 mm) | 125.6 cu ft (3.56 m3) |
| SV                  | 139.8 in (3,551 mm) | 224.6 in (5,705 mm) | 79.5 in (2,019 mm) | 74.7 in (1,897 mm) (4x2) 76.3 in (1,938 mm) (4x4) | 67.3 in (1,709 mm) | 125.6 cu ft (3.56 m3) |
| 159.5 in (4,051 mm) | 244.2 in (6,203 mm) | 87.0 in (2,210 mm)  | 79.5 in (2,019 mm) | 74.7 in (1,897 mm) (4x2) 76.3 in (1,938 mm) (4x4) |                    | 125.6 cu ft (3.56 m3) |
| PRO-4X              | 139.8 in (3,551 mm) | 224.6 in (5,705 mm) | 79.5 in (2,019 mm) | 76.9 in (1,953 mm)                                | 67.3 in (1,709 mm) | 125.6 cu ft (3.56 m3) |
| SL                  | 139.8 in (3,551 mm) | 224.6 in (5,705 mm) | 79.5 in (2,019 mm) | 75.1 in (1,908 mm) (4x2) 76.7 in (1,948 mm) (4x4) | 67.3 in (1,709 mm) | 125.6 cu ft (3.56 m3) |

### 重量
| キングキャブ | キングキャブ                                        | キングキャブ                                    | キングキャブ                                        | キングキャブ                                        |
| グレード     | 本体重量                                            | 積載量                                          | 車両総重量                                          | 牽引                                                |
| ------------ | --------------------------------------------------- | ----------------------------------------------- | --------------------------------------------------- | --------------------------------------------------- |
| S            | 4,847 lb (2,199 kg) (4x2) 5,085 lb (2,307 kg) (4x4) | 2,153 lb (977 kg) (4x2) 2,016 lb (914 kg) (4x4) | 7,000 lb (3,175 kg) (4x2) 7,101 lb (3,221 kg) (4x4) | 7,400 lb (3,357 kg)                                 |
| SV           | 4,887 lb (2,217 kg) (4x2) 5,131 lb (2,327 kg) (4x4) | 2,112 lb (958 kg) (4x2) 1,970 lb (894 kg) (4x4) | 7,000 lb (3,175 kg) (4x2) 7,101 lb (3,221 kg) (4x4) | 9,500 lb (4,309 kg) (4x2) 9,400 lb (4,264 kg) (4x4) |
| PRO-4X       | 5,259 lb (2,385 kg)                                 | 1,842 lb (836 kg)                               | 7,000 lb (3,175 kg) (4x2) 7,101 lb (3,221 kg) (4x4) | 9,300 lb (4,218 kg)                                 |
| クルーキャブ |                                                     |                                                 |                                                     |                                                     |
| グレード     | 本体重量                                            | 積載量                                          | 車両総重量                                          | 牽引                                                |
| S            | 5,078 lb (2,303 kg) (4x2) 5,334 lb (2,419 kg) (4x4) | 2,011 lb (912 kg) (4x2) 1,900 lb (862 kg) (4x4) | 7,100 lb (3,221 kg) (4x2) 7,200 lb (3,266 kg) (4x4) | 7,400 lb (3,357 kg) (4x2) 7,300 lb (3,311 kg) (4x4) |
| SV           | 5,078 lb (2,303 kg) (4x2) 5,334 lb (2,419 kg) (4x4) | 2,015 lb (914 kg) (4x2) 1,867 lb (847 kg) (4x4) | 7,100 lb (3,221 kg) (4x2) 7,200 lb (3,266 kg) (4x4) | 9,400 lb (4,264 kg) (4x2) 9,300 lb (4,218 kg) (4x4) |
| SV (LWB)     | 5,272 lb (2,391 kg) (4x2) 5,556 lb (2,520 kg) (4x4) | 1,829 lb (830 kg) (4x2) 1,644 lb (746 kg) (4x4) | 7,100 lb (3,221 kg) (4x2) 7,200 lb (3,266 kg) (4x4) | 9,300 lb (4,218 kg) (4x2) 9,100 lb (4,128 kg) (4x4) |
| PRO-4X       | 5,467 lb (2,480 kg)                                 | 1,733 lb (786 kg)                               | 7,100 lb (3,221 kg) (4x2) 7,200 lb (3,266 kg) (4x4) | 9,300 lb (4,218 kg)                                 |
| SL           | 5,296 lb (2,402 kg) (4x2) 5,549 lb (2,517 kg) (4x4) | 1,805 lb (819 kg) (4x2) 1,651 lb (749 kg) (4x4) | 7,100 lb (3,221 kg) (4x2) 7,200 lb (3,266 kg) (4x4) | 9,200 lb (4,173 kg) (4x2) 9,100 lb (4,128 kg) (4x4) |

#### 装備
初代タイタンで利用できる装備は次のとおり。
- Bluetoothハンズフリー
- ナビゲーションシステム
- スクリーン付きDVDプレーヤー
- サイドエアバッグ
- トラクションコントロール
- サンルーフ
- トランスミッション温度計と伸縮式ミラーを備えた大型トウパッケージ
- XM衛星ラジオ
- レザースプリットパワーベンチシート
- Utili-Trackベッドレールシステム
- ロック可能なベッドサイド収納ボックス
- コンソール自動シフター付きレザーヒーター付きキャプテンチェア
- リアソナー警報システム
- キーフォブでウィンドウを自動停止
- パワーアジャスタブルペダル
- フレックス燃料

#### 安全性能
初代タイタンは、米国道路交通安全局から運転者の正面衝突については5つ星の評価を獲得し、乗員の正面衝突については4つ星の評価を獲得した。
- 2010年モデル以降に車両運動制御を標準搭載
- 2010年モデル以降にサイドエアバッグとフロントエアバッグを標準装備
- アンチロックブレーキを全車に標準装備

### 受賞
2004年
- 2月 オートモービル オールスター・ピックアップトラック
- 3月 トレーラーボートマガジン 牽引車両オブ・ザ・イヤー2004
- 5月/6月 トラックトレンドマガジン 4ドア4WDピックアップ 優勝
- 5月16日 edmunds.com2004年大型トラック比較試験 第1位
- 6月 道路安全保険協会 ベストピック（正面）

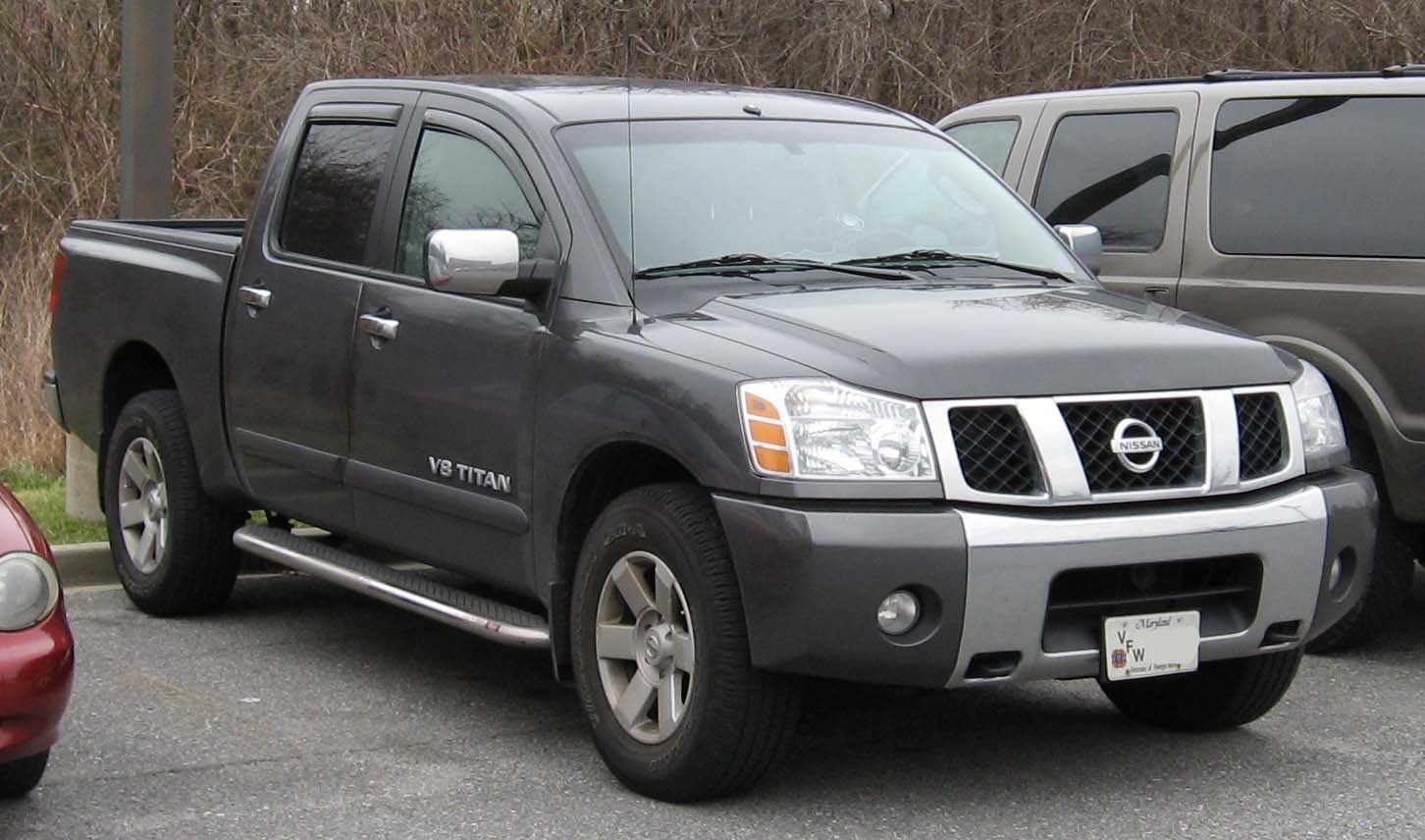
2004年モデル クルーキャブ （フロント）
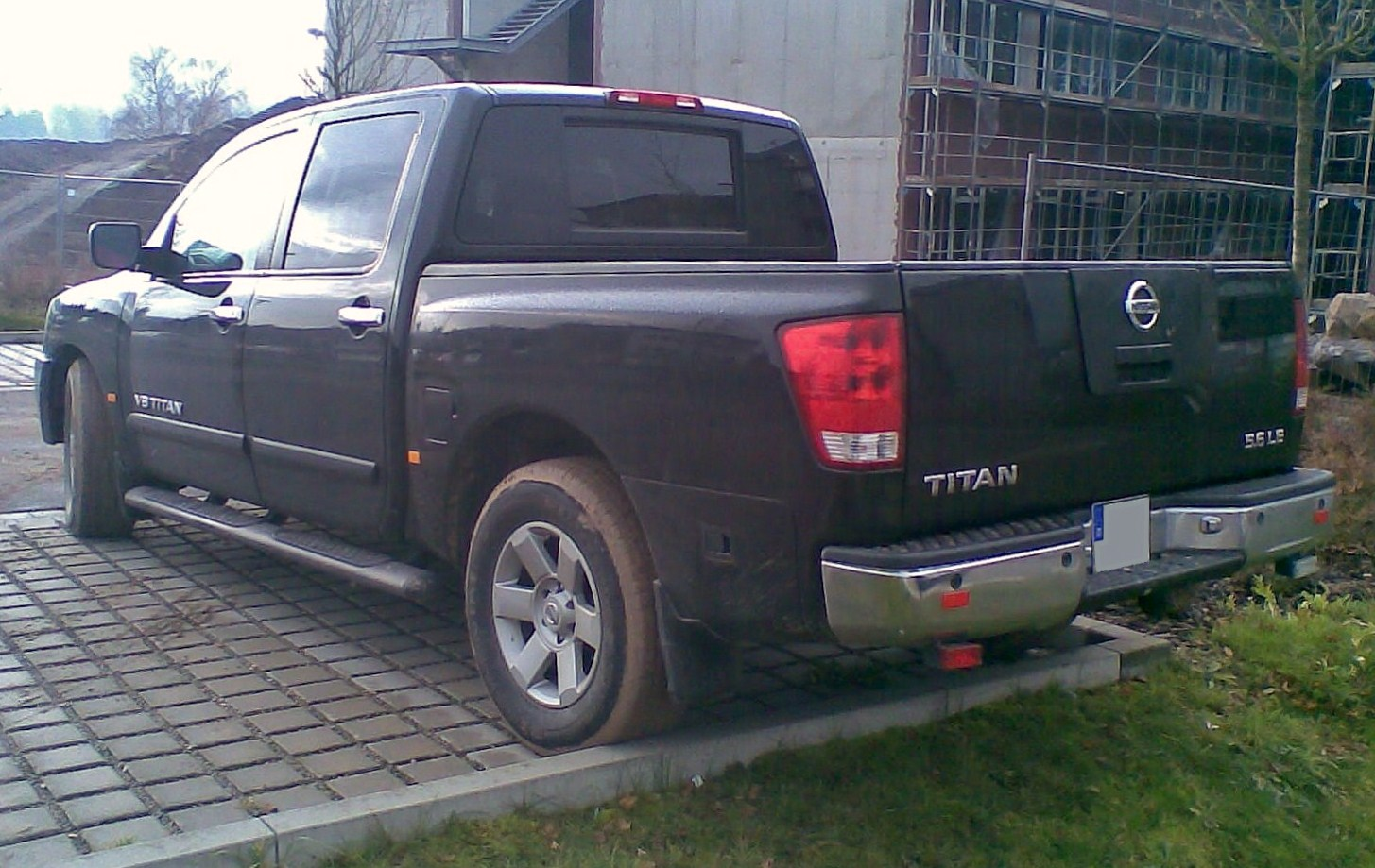
2004年モデル クルーキャブ（リア）
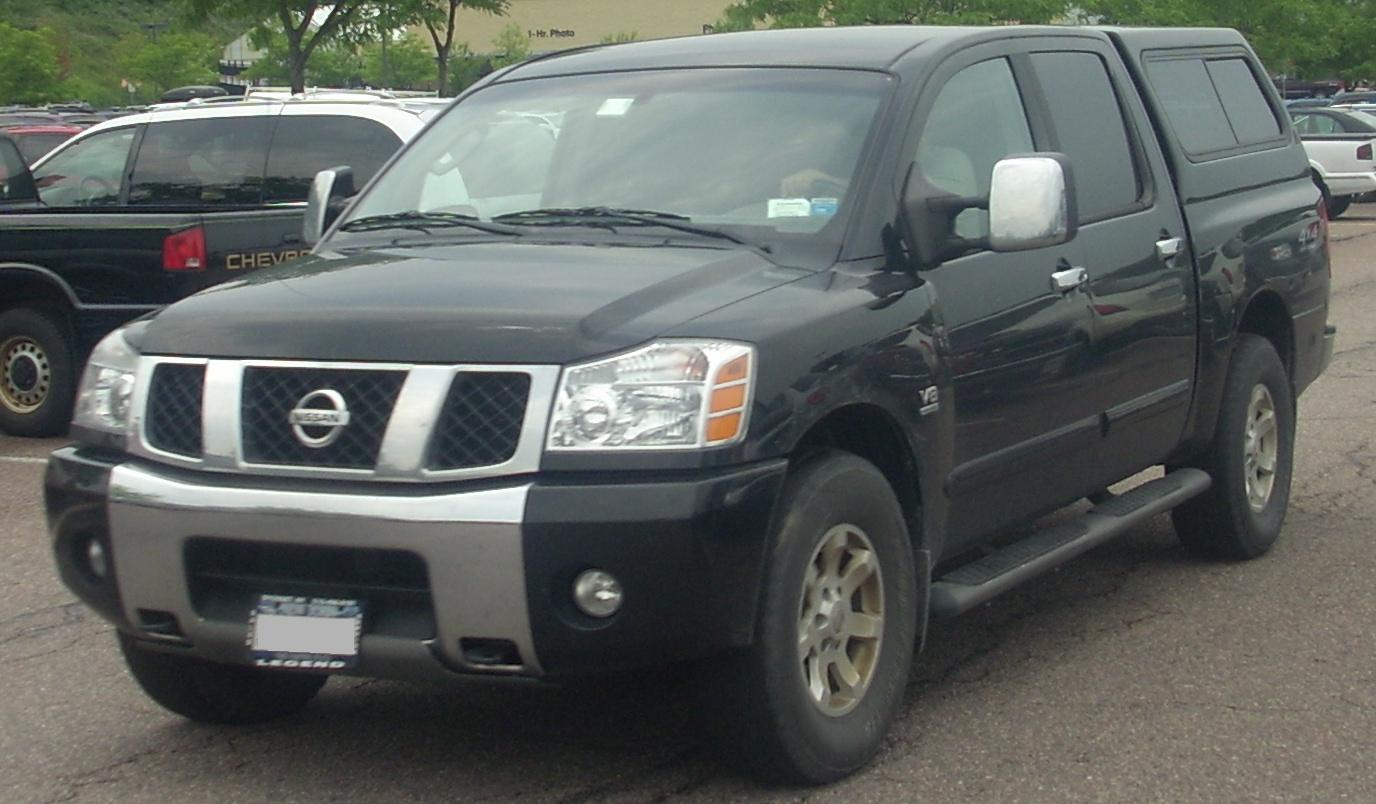
2004年モデル クルーキャブ（シェル付）
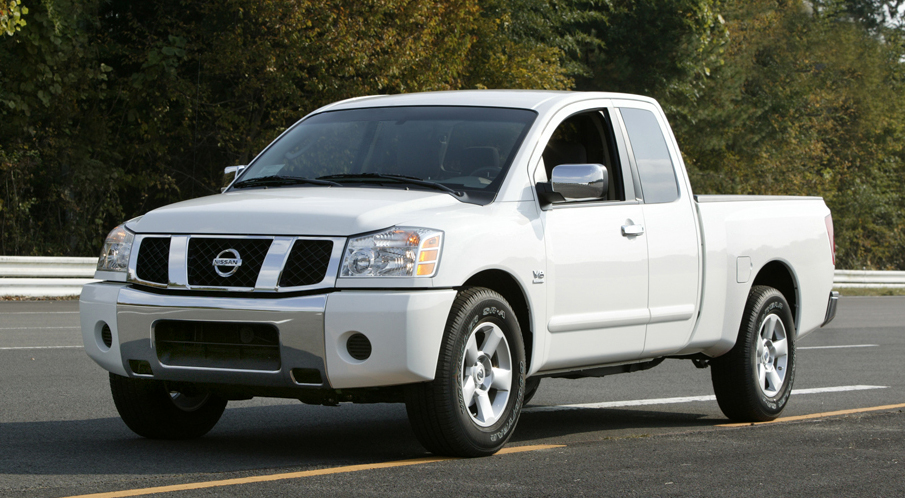
2004年モデル キングキャブ
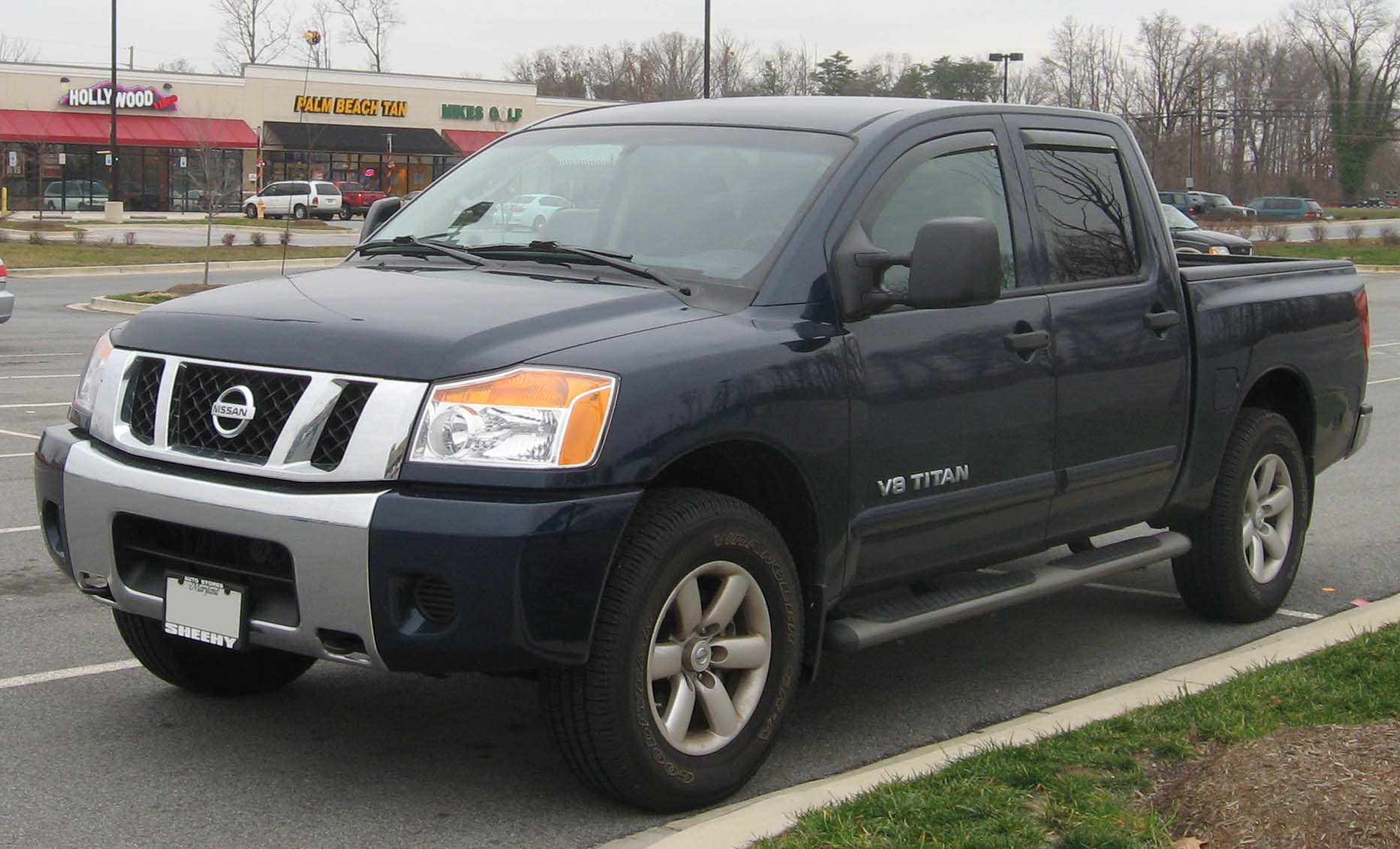
2008年モデル クルーキャブ
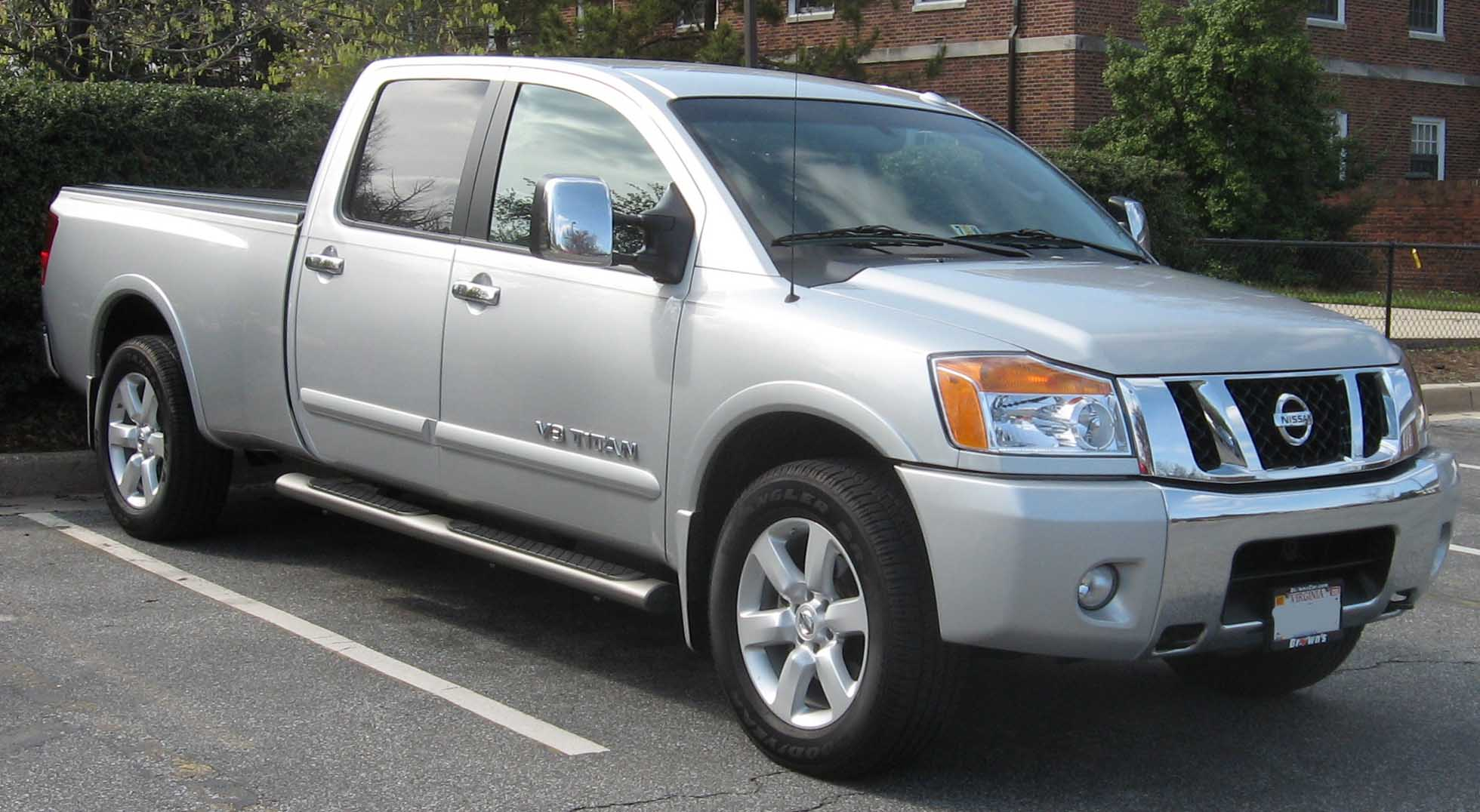
2008年モデル クルーキャブ ロングベッド

## 2代目 A61型（2016年 -）
日産は2015年、北米国際オートショーでタイタンの2代目となるモデルを披露した。 同社は5%の市場シェア、つまり米国での年間販売10万台を目標とし、 2016年の販売台数は21,880台に達した。生産は米国ミシシッピ州キャントン工場。
標準エンジンは従来より高出力である5,552ccV型8気筒のVK56VD型エンジンを搭載し、7速ATと組み合わされた。さらに、2019年末まではカミンズから5,000ccV型8気筒ディーゼルの供給を受けた。こちらのエンジンは230kW、約752N⋅mのトルクを発生する。
第2世代のタイタンは、通常型とXDの2つの型がある。最大積載量を0.5トンに抑えたものが現行における通常型で、従来同等の積載量を持つものは「タイタンXD」を名乗る。タイタンXDは、日産の商用車ラインをベースにした頑丈なフレーム（F-Alphaプラットフォーム）上に構築されており、2019年までオプションとしてディーゼルエンジンが含まれていた。
2023年現在、タイタンには、2ドアキングキャブと4ドアクルーキャブ、タイタンXDには4ドアクルーキャブのみ、計3つの異なるキャブスタイルが用意されている。タイタン及びタイタンXDのグレードは次の通りである。
- S
  - 標準グレード。
- SV
  - Sの拡張グレード。インテリジェント・クルーズ・コントロール、18インチ専用アルミ合金ホイール（タイタンのみ）、オイルパン、燃料タンク、トランスミッションのスキッドプレート（4x4のみ）、取り外し可能なフロント、エアロスポイラー（TITANのみ）、フロント牽引フック（4x4のみ）、LEDテールライト、ボディ同色フロント／リア・バンパーなどが取り付けられる。
- PRO-4X
  - SVベースの特別仕様車。専用の18インチダーク仕上げアルミ合金ホイール、LEDシグネチャー・デイタイム・ランニング・ライト、LEDフォグライト、LEDテールライト（LEDシグネチャー内蔵)などの専用の装備が装着される他、クロス刺繍シートなど内装にPRO-4X専用の装飾が施される。
- PLATINUM RESERVE
  - SVベースの最上級グレード。専用の20インチツートーンペイントアルミホイールが装着され、PRO-4Xと比べて安全装備及び快適装備がすべて標準装備されている。

キングキャブはS、SVのみ、クルーキャブはこれらを加えたすべてのグレードが用意されている。
全てのタイタンおよびタイタンXDには、ハンズフリー通話とA2DPを介したワイヤレスオーディオストリーミングの両方のBluetooth、エアコン、キーレスエントリー、パワーウィンドウとドアロック、プッシュボタンイグニッション、リアビューバックアップカメラシステムなどが標準装備されている。オプションには、GPSナビゲーション付きタッチスクリーンオーディオシステム（2019年の標準装備）、シリウスXMラジオ、キーレスアクセス、電子ロック式リアテールゲート、リモートスタート、合金ホイール、シートヒーター、パワーフロントシート、プレミアムオーディオシステム、木製インテリアトリム、トレーラーブレーキコントロールを統合したトレーラー牽引パッケージ、クロームフロントおよびリアバンパーとフロントグリルが含まれる。
2019年には、全モデルにGPSナビゲーション、シリウスXMラジオ、Apple CarPlay、Android Autoの統合、7インチのカラータッチスクリーンディスプレイを備えた新しいインフォテインメントシステムが標準装備され、オプションのプレミアムオーディオシステムは新しいフェンダープレミアムオーディオシステムに置き換えられた。フェンダーオーディオシステムがフォルクスワーゲン以外のメーカーの車両で利用できるのはこれが初めてである。

### 2020年度マイナーチェンジ
2020年に向けて、日産は新モデルのタイタン及びタイタンXDを発表した。販売不振を受けて、レギュラーキャブと、タイタンXDで選択可能だったカミンズ製ディーゼルV8エンジンが廃止され、ガソリンV8エンジンのみが残された。以前の7速ATに代わり、新しい9速ATに置き換えられた。 2020年の新型である日産のV8エンジンは、出力が300 kWとトルクが560 N⋅mに向上した。
外観では、新しいLEDヘッドライトがアッパートリムのフロントとリアに追加された。新しいオプションの9インチスクリーンは、高解像度とデュアルパネルパノラマムーンルーフで追加された。安全性のアップグレードには、車線逸脱警告、ハイビームアシスト、歩行者検出機能付き自動緊急ブレーキ、リア自動ブレーキ、ブラインドスポット警告、リアクロストラフィックアラート、交通標識検出、前方衝突警告を含む日産セーフティシールド360が含まれる。オプションは、インテリジェントクルーズとインテリジェントドライバーアラートである。
カナダでは2021年モデル以降、販売台数の低迷が原因でラインナップが廃止された。
2022年、「Nissan Connect」が標準装備された。オプションでアラウンドビューモニターも選択できる。
日産は2023年8月、中型ピックアップのフロンティアに比べて販売不振のため、2024年モデル以降にタイタンが生産終了することを確認した。同社はフルサイズトラック部門から撤退し、EVセダンの生産に注力することを明らかにしている。
2023年8月、J.D.パワーの2023年米国自動車性能・実行・レイアウト（APEAL）調査において、アリアと共に受賞。
2024年、タイタンSグレード、SVキングキャブ4x2は生産終了となった。

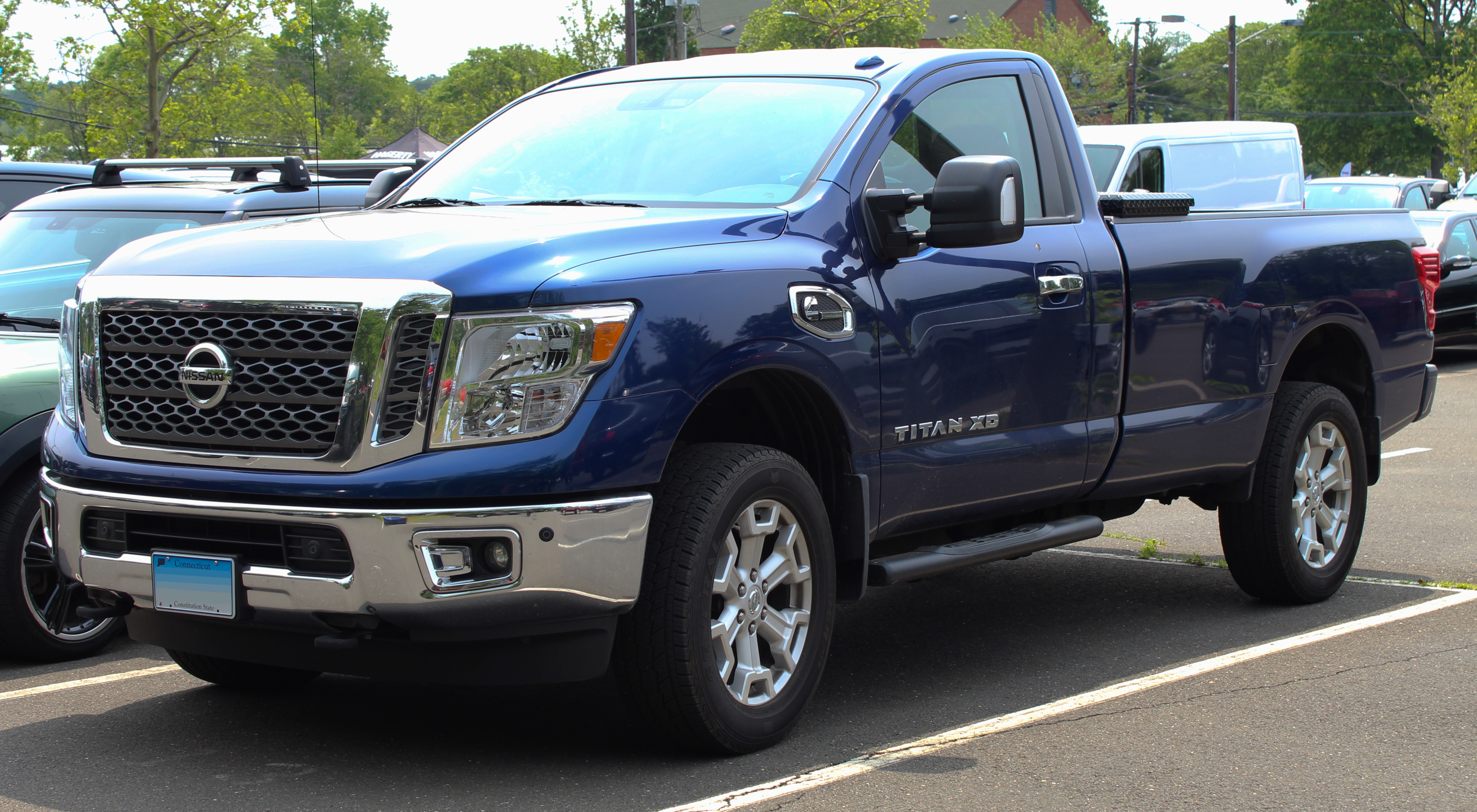
タイタンXD シングルキャブ
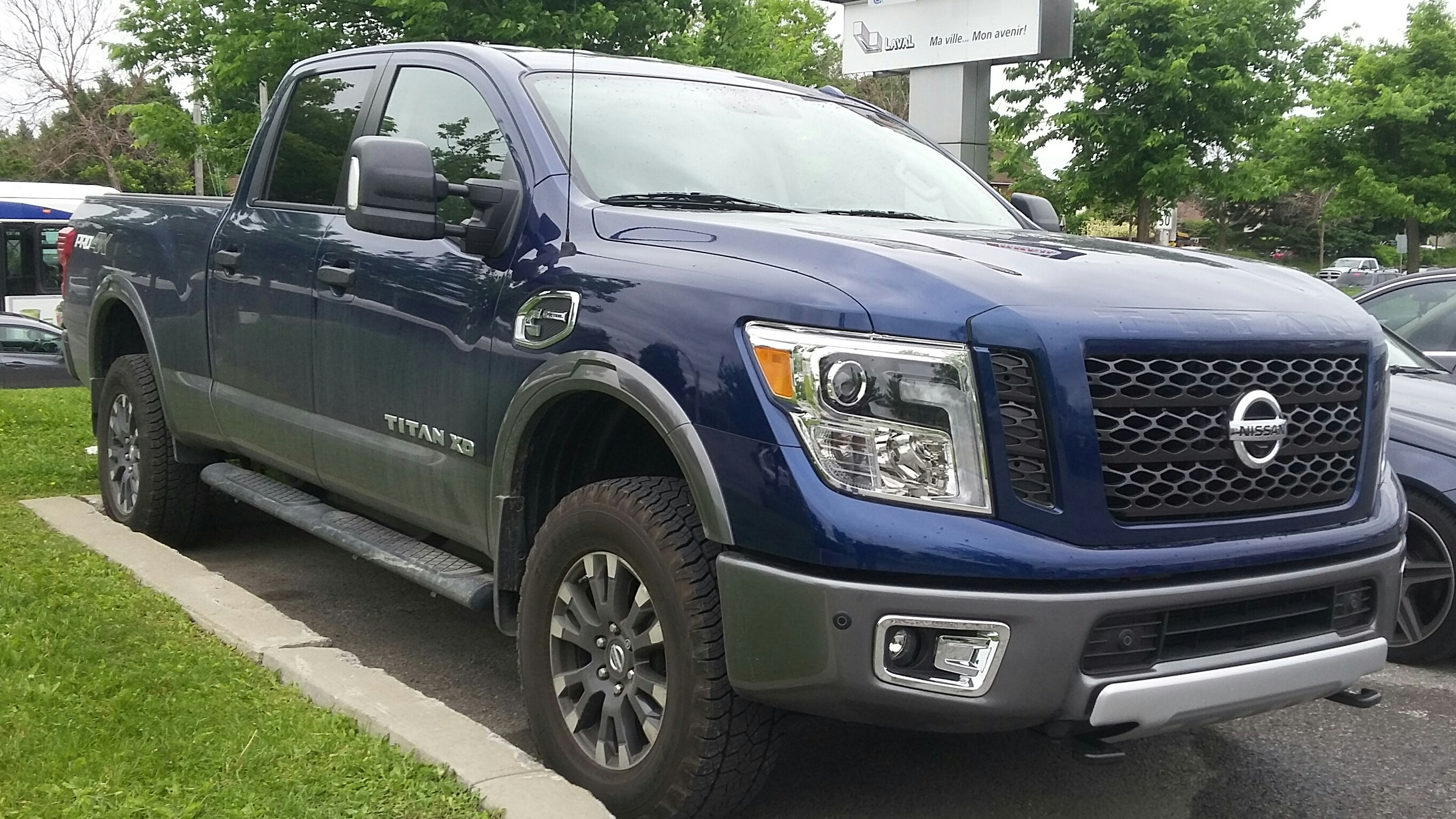
タイタンXD クルーキャブ (フロント)
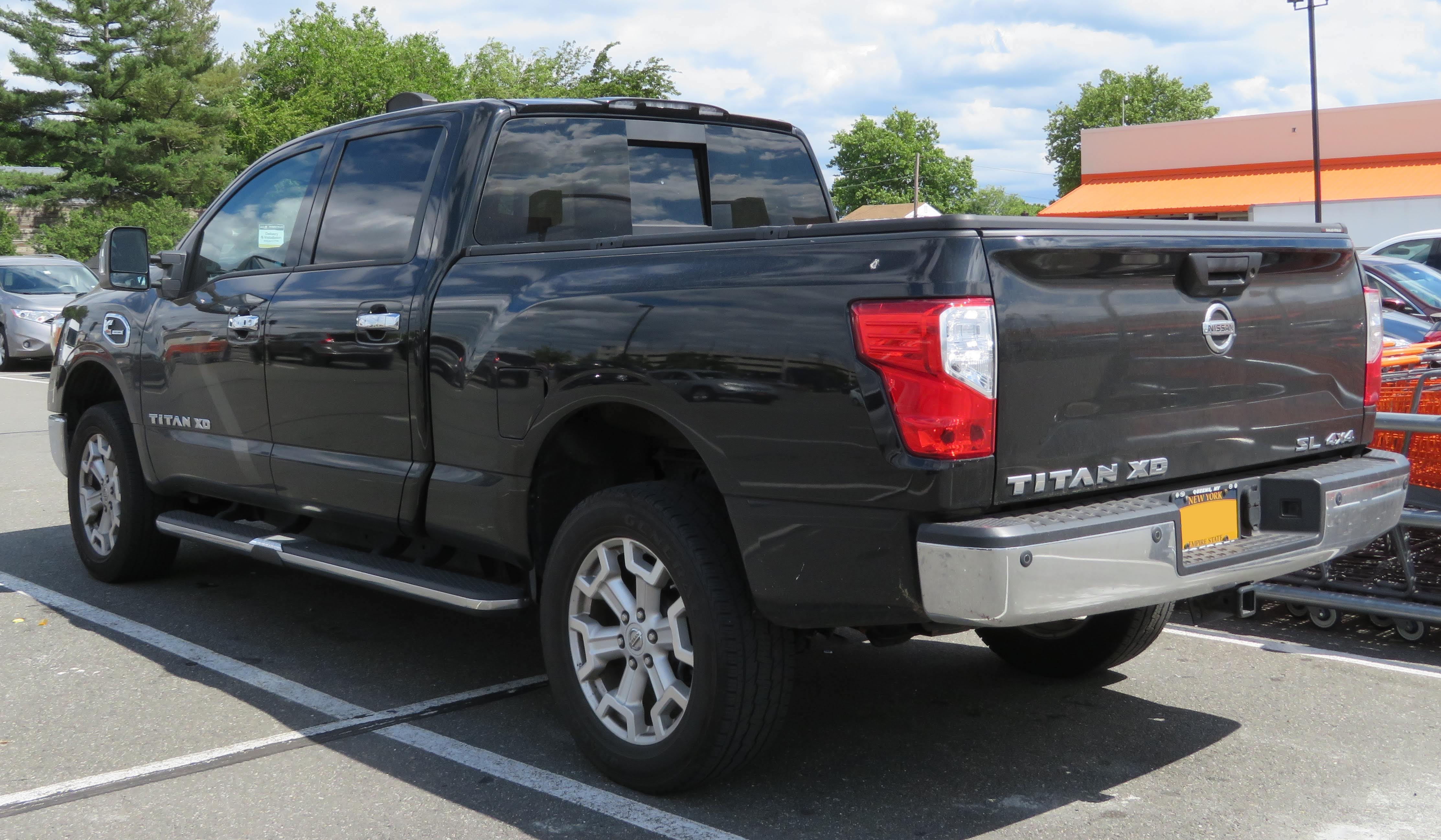
タイタンXD クルーキャブ (リア)
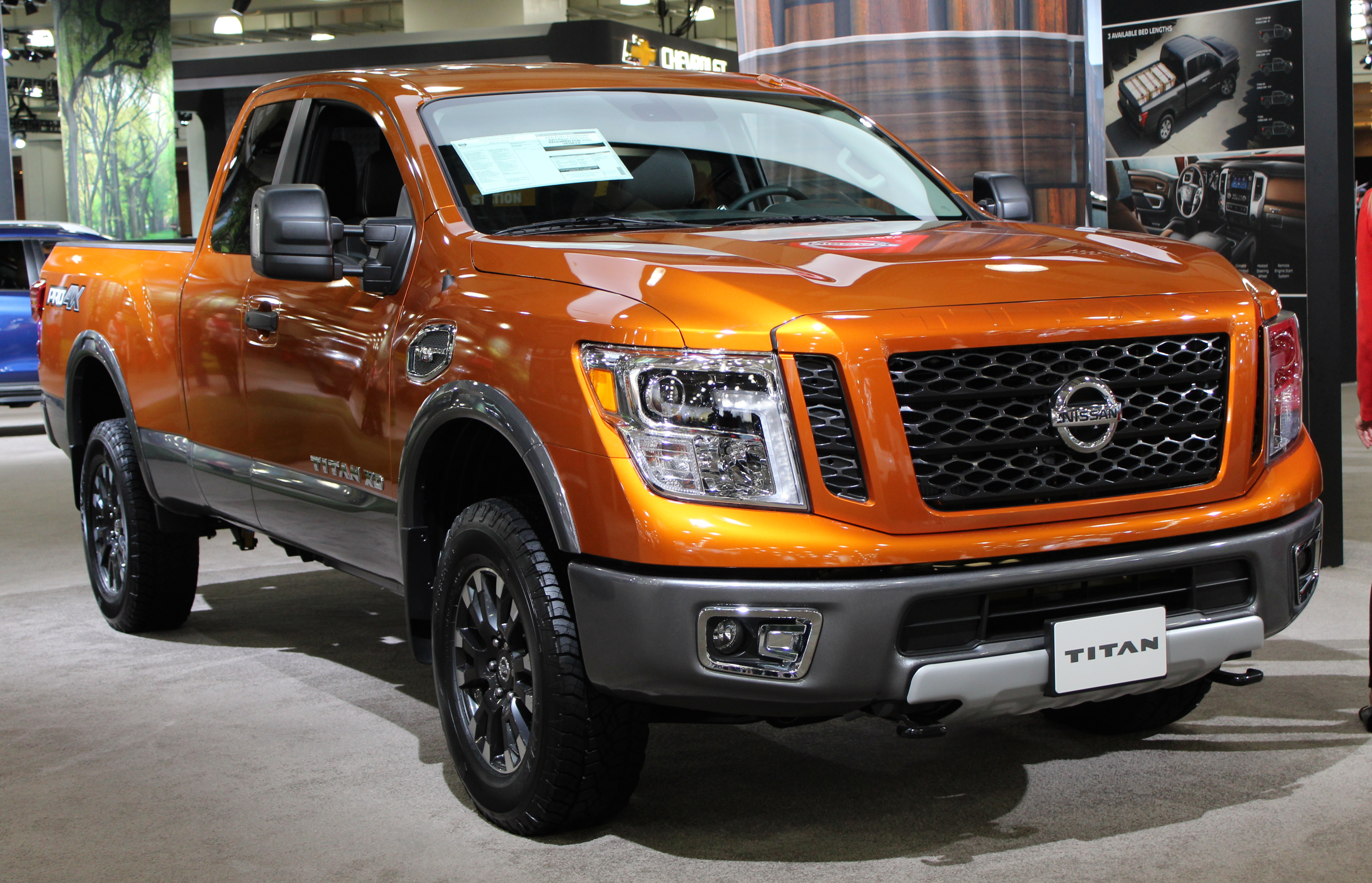
タイタンXD キングキャブ (フロント)
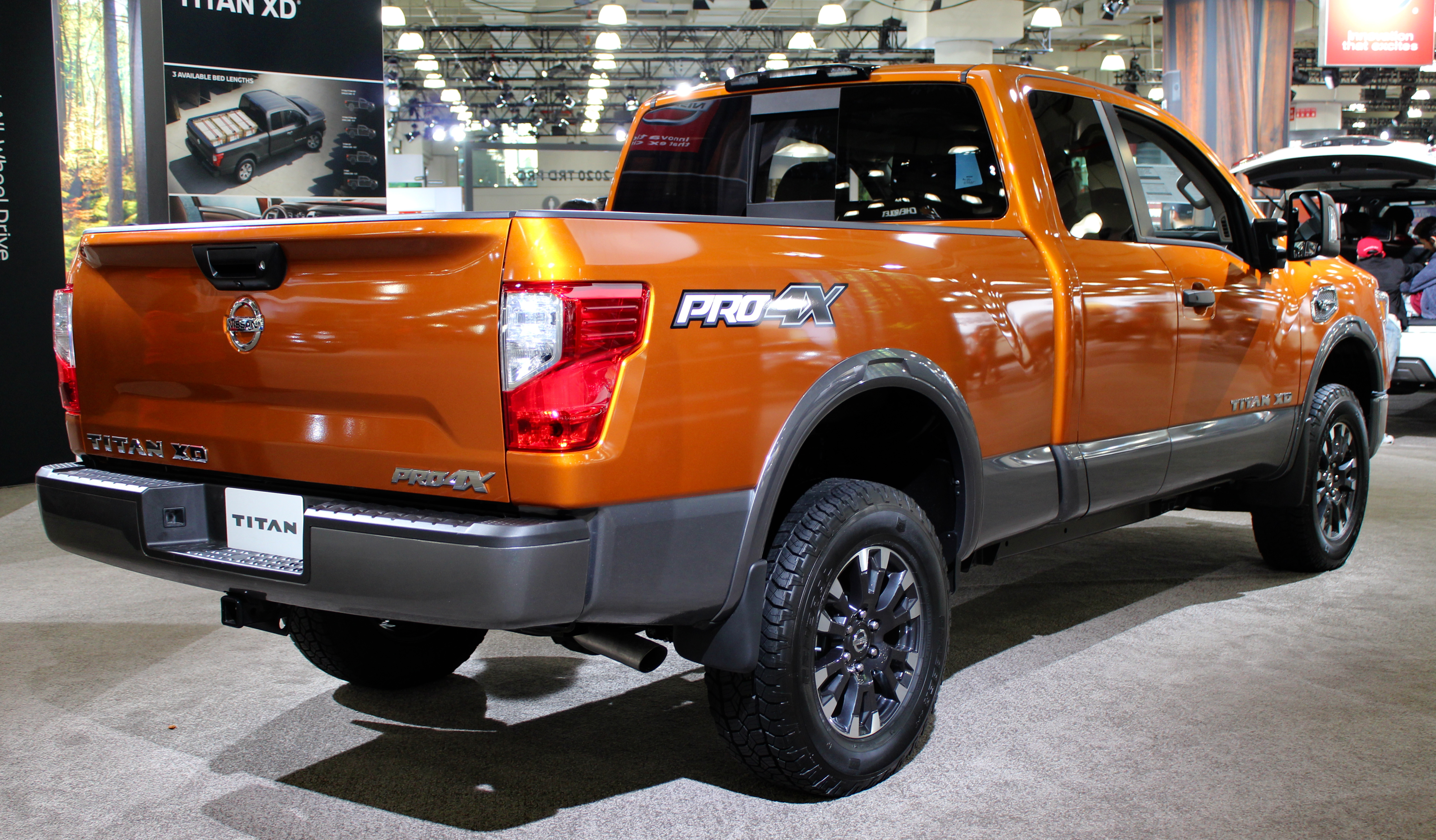
タイタンXD キングキャブ (リア)

## 生産
2019年、日産は需要に合わせて在庫を調整するため、タイタンとフロンティアのピックアップトラックの生産シフトを3シフトから2シフトに削減した。約700人の契約社員が影響を受けた。

## モータースポーツ
2006年
- 7月22日 - 全米オフロードレーシング選手権の第6戦にて、プロ2（二輪駆動）クラスの2レースを連覇。どちらもカール・レネゼダーが優勝した[24]。

## 車名
ギリシャ神話の巨人族の神タイタンから。「大きさ」や「力強さ」をイメージしている。なお、マツダ・タイタンとは一切無関係である。